# Deutschlandlied

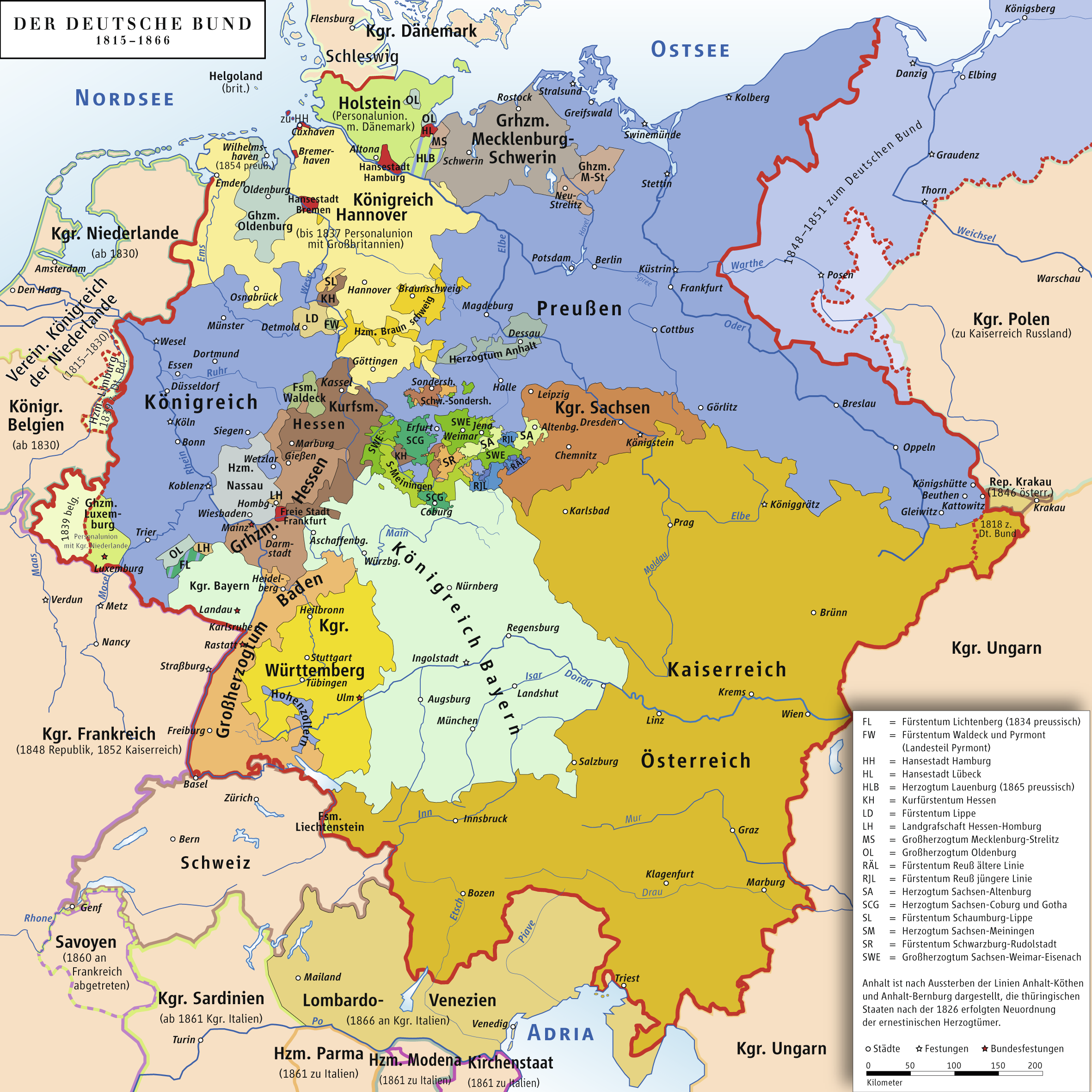
Tyska förbundet 1815–1866

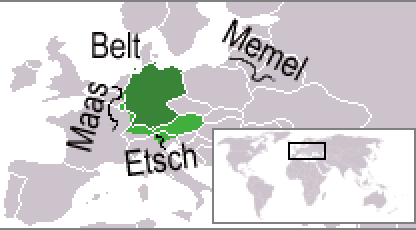
Geografi enligt första versen, med dagens gränser (mörkgrönt) och andra områden vari tyska är officiellt språk idag (ljusgrönt).

Deutschlandlied, eller rättare Lied der Deutschen, är en dikt skriven 1841 av August Heinrich Hoffmann von Fallersleben. Dess tredje strof utgör Tysklands nationalsång.
Sången antogs 11 augusti 1922 under namnet Lied der Deutschen som Weimarrepublikens nationalhymn. Under tiden för naziregimen (1933–1945) användes första versen, följd av Horst-Wessel-Lied som nationalsång.
Efter andra världskrigets slut upphörde användandet av sången i Tyskland. I den amerikanska ockupationszonen förbjöds den även. Första strofens referenser till Tysklands geografiska utsträckning var varken aktuella eller önskvärda efter kriget.
År 1952 blev Deutschlandlied Västtysklands nationalsång, i en överenskommelse mellan den förste förbundspresidenten Theodor Heuss och förbundskanslern Konrad Adenauer, med begränsningen att endast tredje strofen skulle sjungas vid statliga tillställningar. Sedan 1991 ingår endast denna tredje strof i Tysklands nationalsång. De första två stroferna är inte förbjudna att framföra, men ingår inte i nationalsången.

## Melodi
Texten skrevs ursprungligen till en melodi av Joseph Haydn. Han hade 1797 komponerat den till Kaiserhymne, Gott erhalte Franz den Kaiser, en hyllningssång till den tysk-romerska kejsaren Frans II som skrevs av Lorenz Leopold Haschka (1749–1827) och användes som Österrikes nationalsång till 1919. Haydn utnyttjade melodin även i en variationssats i Stråkkvartett opus 76 nr 3, som går under benämningen Kejsarkvartetten. 
I Missionsförbundets sångbok 1894 och Missionsförbundets sångbok 1903 används melodin till sången Tacken konungarnas Konung. På Runeberg finns denna sång med fyra stämmor.

## Första versen
Första strofen ”Deutschland, Deutschland über alles” skrevs ursprungligen 1841 i nationalliberal anda för att förespråka de 30 olika tyska staternas förening till en tysk nationalstat, men denna del av texten gav ett helt annat intryck efter att ha använts av nazisterna. Översättningen av en del av första versen lyder: "Från Maas till Memel, från Etsch till Bält". Maas är en flod som ligger i de östra delarna av Frankrike, Belgien och sist Nederländerna där den rinner alldeles intill gränsen till Tyskland; Memel, den tyska beteckningen för nedre delen av floden Njemen där den rann genom Ostpreussen, är sedan 1991 gränsflod mellan Litauen och den ryska exklaven Kaliningrad; Etsch är det tyska namnet på floden Adige i det till största delen tyskspråkiga området Sydtyrolen som sedan 1920 tillhör Italien, och Belt (Bält) är sundet mellan Fyn och Jylland (Lilla Bält) i Danmark, där den tysk-nationella rörelsen i Slesvig och Holstein ansåg att Tysklands norra gräns borde gå.